# 플레잉 갓
《플레잉 갓》(영어: Playing God)은 미국에서 제작된 앤디 윌슨 감독의 1997년 범죄 스릴러 드라마 영화이다. 데이비드 듀코브니, 티머시 허턴, 앤젤리나 졸리 등이 출연하였고, 마크 에이브러햄 등이 제작에 참여하였다.

## 줄거리
외과의 유진은 암페타민과 아편에 취한 상태에서 수술을 했다가 의사 면허를 취소 당한다.
이후 우연히 유진이 바에서 무기폐 상태가 된 손님에게 응급조치를 하는 모습을 보게 된 폭력 조직 두목 레이먼드는 유진을 조직원들과 자신, 그리고 애인 클레어를 담당하는 주치의로 채용한다.
연방수사국(FBI) 요원 게이지는 유진에게 접근해 레이먼드 체포를 위한 정보 제공자가 될 것을 요구하는데...

## 출연진
- 데이비드 듀코브니 - 유진 샌즈 의사 역
- 티머시 허턴 - 레이먼드 블로섬 역
- 앤젤리나 졸리 - 클레어 역
- 마이클 매시 - 게이지 역: FBI 요원
- 페테르 스토르마레 - 블라디미르 역
- 앤드루 티어넌 - 시릴 역
- 게리 도단 - 예이츠 역
- 존 호크스 - 플릭 역
- 트레이시 월터 - 짐 역
- 키오니 영

## 기타 제작진
- 배역: 일레인 J. 허자, 조해나 레이
- 미술: 나오미 쇼핸
- 의상: 메리 조프리스

## 반응
리뷰 애그리게이터 사이트 로튼 토마토에서 리뷰 32편을 바탕으로 16%의 지지도를 얻었다. 반면 로저 이버트는 별 4개 만점에 3개를 주면서 데이비드 듀코브니와 티머시 허턴의 연기를 칭찬하였다.